# Prostaglandina E1
La prostaglandina E1 (PGE1), conosciuta anche come alprostadil, è una prostaglandina utilizzata in campo medico per le proprie attività vasodilatative e come rimedio per il trattamento della disfunzione erettile.
È soprattutto utilizzato come vasodilatatore col nome commerciale di Caverject per il trattamento della disfunzione erettile tramite iniezioni intracavernose che permettano un'erezione di durata dose dipendente. Proprio per queste sue proprietà è largamente utilizzato anche nel mondo del cinema porno per prolungare gli effetti dell'erezione maschile.
In origine la molecola fu studiata per mantenere pervio il dotto arterioso di Botallo nei neonati con disfunzioni cardiache congenite, funzione per la quale viene usata ancor oggi. Il farmaco commercializzato con questa indicazione si chiama Prostin VR; mentre un altro farmaco con la stessa molecola (salificata in ciclodestrina) dal nome Alprostar è registrato con diverse indicazioni: tromboangioite obliterante (morbo di Burger) e per il trattamento delle arteriopatie obliteranti di grado severo.
La molecola fu studiata nei laboratori di ricerca Upjohn, oggi di proprietà Pfizer a seguito dell'acquisizione del gruppo Pharmacia & Upjohn nel 2004 in cui era precedentemente confluita la Upjohn nel 1995.